# Едґар Деґа
Едґа́р Деґа́ (фр. Edgar Degas), справжнє ім'я Іле́р-Жерме́н-Едґа́р де Ґа (фр. Hilaire Germain Edgar de Gas; 19 липня 1834, Париж — 27 вересня 1917, Париж) — французький художник і скульптор, представник напрямку реалізму та один із співзасновників імпресіонізму. Спеціалізувався у жанровому живописі і портреті, значно менш відомий як пейзажист. За своє життя Едґар Деґа написав понад дві тисячі картин олійними фарбами і пастеллю, створив сотні малюнків, крім того працював зі скульптурою, офортами, літографіями. Твори Деґа відзначаються гостро виразним малюнком, майстерною композицією, вишукано витриманим колоритом.
За життя взяв участь лише у восьми виставках (з них тільки одна персональна), був розкритикований мистецтвознавцями і не визнаний публікою. Не отримував жодних нагород. З XX століття вважається одним з найбільш шанованих художників XIX сторіччя, його роботи представлені у провідних мистецьких колекціях світу — Музеї д'Орсе, Музеї мистецтв Метрополітен, Ермітажі тощо.

## Життєпис

### Дитинство і молодість

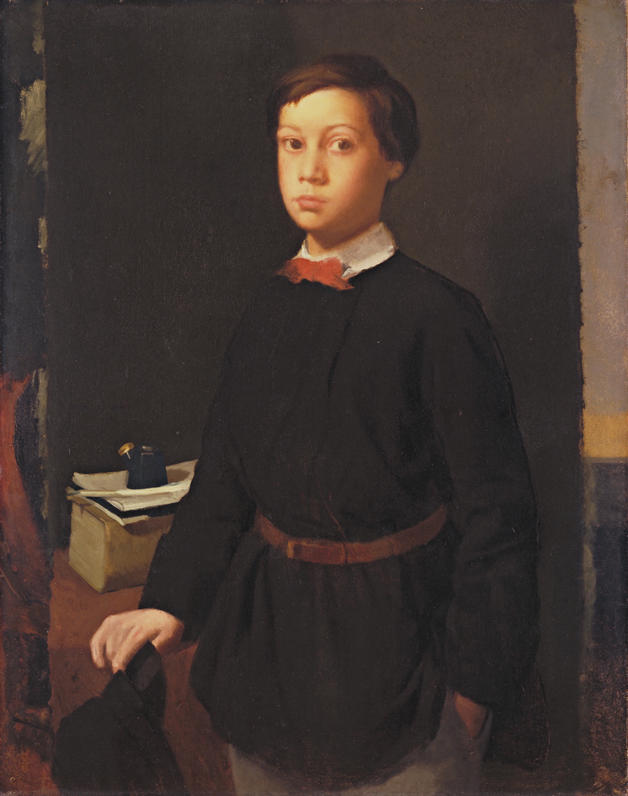
«Портрет Рене де Ґа» (1855) — брата художника.

Майбутній художник народився 19 липня 1834 року в сім'ї паризького банкіра П'єра Огюста де Ґа. Він походив з аристократичного роду, але пізніше на знак протесту проти снобізму вищих верств змінив своє прізвище на громадянське — Деґа. Крім Едґара у подружжя було ще двоє дітей — син Рене і дочка Маргарита. З братом і сестрою Едґар Деґа зберігатиме стосунки і в дорослому віці.
Коли хлопцю було 13 років, померла його мати Селестан Мюссон. Батько, який окрім фінансів також цікавився музикою і образотворчим мистецтвом, дозволив 18-річному юнакові відкрити вдома художню майстерню, а також ввів його до Лувра. Попри сприяння художнім смакам сина Огюст де Ґа бачив його юристом, тому після Коледжу Луі-ле-Ґран Едґар у 1853 році вступив на юридичний факультет Сорбонни. Після року навчання він усвідомив, що бажає присвятити себе мистецтву, і покинув вивчення юриспруденції. Подальшу художню освіту Едґар Деґа отримав частково самотужки, вивчаючи і копіюючи роботи великих майстрів у Луврі, частково у Луї Ламота — посереднього учня уславленого Енгра.
У 1855—1856 роках юнак відвідував Школу красних мистецтв, де познайомився з французьким малярем і графіком Жаном Інґресом, від якого одержав важливий творчий стимул. Втім, цей заклад він також кинув. У період з 1854 по 1860 рік Едґар Деґа шість разів відвідував Італію — «мекку» живопису. Після того, як він кинув мистецьку школу, Едґар три роки жив у родичів у Флоренції та Неаполі. Під час свого перебування в Римі він працював як художник на віллі Медічі і вивчав мистецтво старих італійських майстрів XV—XVI століть.
За традицією того часу кожен молодий художник мав заявити про себе картиною історичної або міфологічної тематики, тому й Едґар Деґа почав свій професійний шлях у 1860 році серією великих полотен, присвячених античній і середньовічній історії. Майже одночасно він починає цікавитись портретом. У 1862 році знайомиться з художником Едуаром Мане і письменником Дюранті (позашлюбним сином Проспера Меріме), теоретиком нової мистецької течії — реалізму. У 1865 році полотно Едґара Деґа «Олімпія» потрапляє до Паризького салону і він стає загальновизнаним митцем. Не зважаючи на ці почесті, у 1866 році молодий художник зближується з ще однією групою новаторів («Батинельська група»), які пізніше назвуть себе імпресіоністами. Їхні методи роботи значно вплинуть на Деґа, однак дух протиріччя не дозволить йому повністю ототожнити себе з імпресіоністами. Надалі Едґар Деґа заперечував свою приналежність до імпресіоністів, ототожнюючи себе з реалістичною школою.

### Зрілість
У 1870 році його мобілізують до лав артилерії. Однак всю Французько-пруську війну художник провів у паризьких укріпленнях і не брав безпосередньої участі в бойових діях. Облога Парижа, голод, події Паризької комуни, зруйнування Вандомської колони сильно вплинули на уяву митця. У 1872 році він покидає Францію й відвідує своїх родичів у Новому Орлеані. Однак в місті, де, за його словами, «є лише бавовна, а люди живуть з бавовни і задля бавовни», Едґар Деґа усвідомлює, що його мистецьке майбутнє пов'язане з Францією. Він повертається на батьківщину.
1874 року помирає батько художника. У період з 1874 по 1886 рік Едґар Деґа бере участь в сімох виставках імпресіоністів. Його роботи схвалюють такі визнані майстри як Фелікс Бракмон, Жак-Жозеф Тіссо, Рафаель Коллен. Це викликає заздрощі з боку деяких невизнаних імпресіоністів (наприклад, Гюстава Кайботта). Едґар Деґа переконує їх змінити назву з «імпресіоністи» або «відкинуті» на більш нейтральну — «незалежні». Однак це не пом'якшує відгуків публіки, які протягом усього дванадцятирічного виставкового періоду залишаються вкрай негативними. Через несприйняття своєї творчості суспільством Едґар Деґа у 1886 році назавжди відмовляється від виставлення своїх робіт. Єдиний виняток він зробить у 1893 році, коли в галереї Дюрана Рюеля відбудеться невелика персональна виставка Деґа, що складалася переважно з пейзажів. Художник також пориває з більшістю колег, усамітнившись у своєму будинку. Він відмовляється продавати свої картини. Від цього моменту і до кінця життя художник здійснив лише три творчі поїздки: дві до Іспанії й одну в Марокко.

### Кінець життя

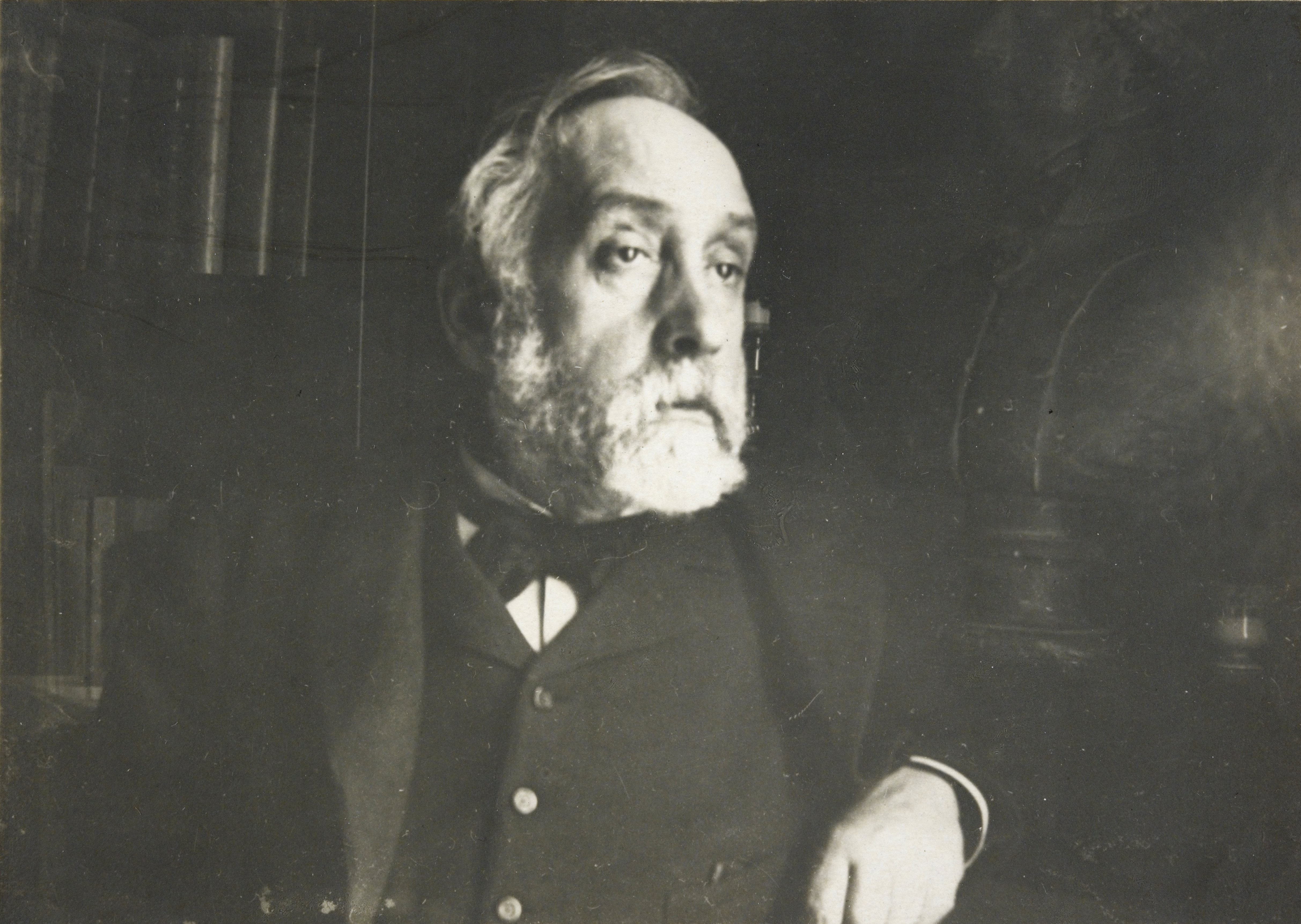
Едґар Деґа у 1895 році.

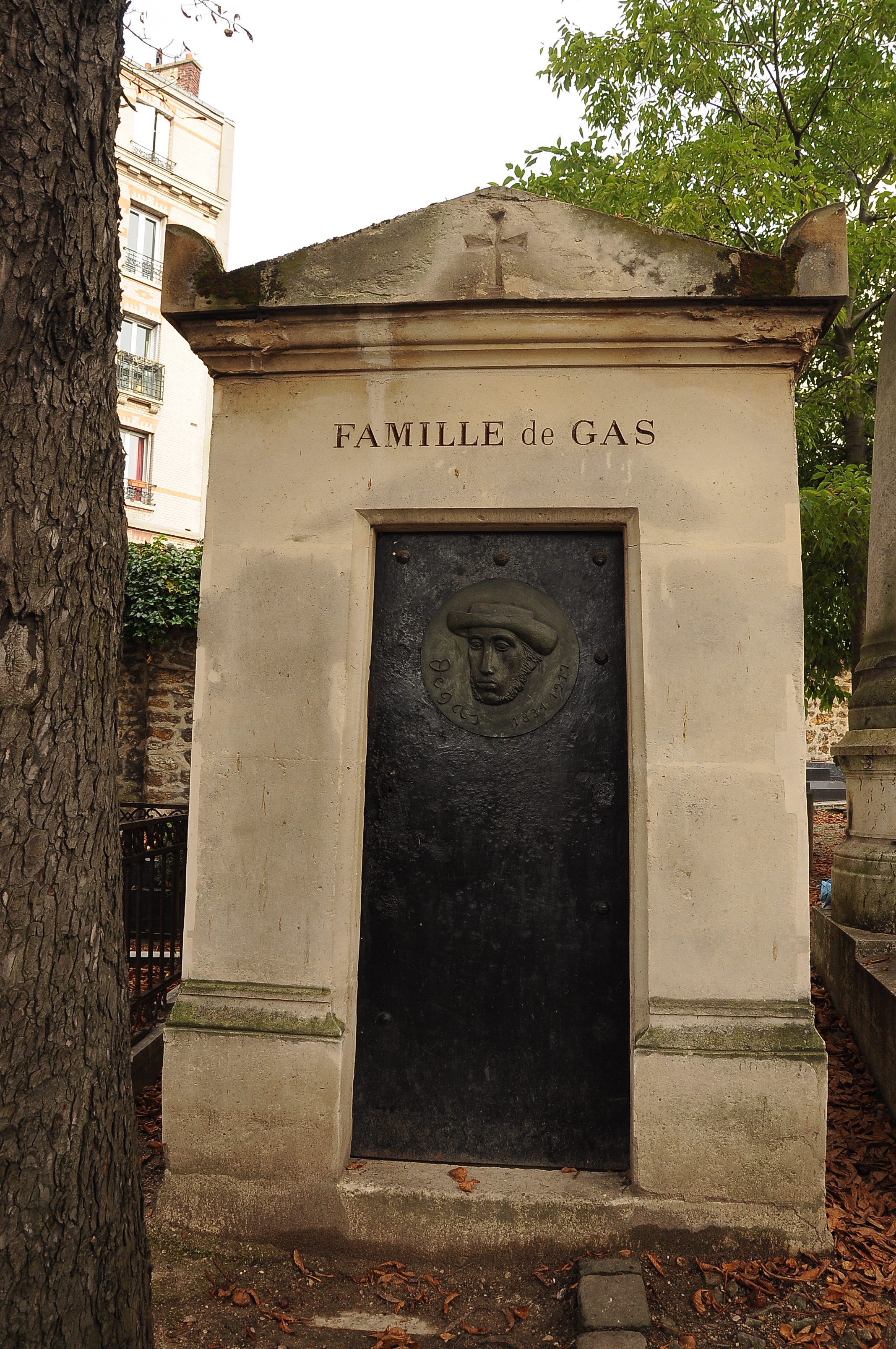
Склеп родини де Ґа на цвинтарі Монмартра, в якому похований художник. На дверях склепу викарбувано портрет Едґара Деґа.

Ще у 1870 році художник починає скаржитись на зір, після 1886 року проблеми з очима стають все гострішими: «цієї зими бачу гірше, ніж завжди, навіть не читаю газет» (1891), «все тягнеться довго для сліпого, який примушує себе повірити, ніби щось бачить» (1896), «ось уже тиждень, як я не бачу» (1898). Попри сильне послаблення зору Едґар Деґа продовжує малювати за допомогою складного оптичного пристрою, аж доки остаточно не втрачає зір у 1905 році. Однак і тоді він не впадає у розпач — «треба освоїти якесь заняття для сліпих». Художник згадує про скульптуру, першу спробу в цьому виді мистецтва він зробив ще у 1881 році («Чотирнадцятирічна танцівниця»). З 1905 по 1912 рік він вправляється у скульптурі, аж доки не трапляється нова біда — художник змушений покинути дім, в якому прожив багато років. Його подруга Сюзанна Валладон знаходить поблизу нову квартиру, але в цьому приміщенні старий Едґар Деґа глини вже не торкається.
Останні п'ять років життя він змушений провести у повній бездіяльності, однак залишається вірним своїм звичкам митця: щодень гуляє паризькими вулицями, наче спостерігаючи натуру. Саме в цей час ціни на його картини зростають, до майстра приходить визнання тоді, коли вже ніхто не може сказати напевно, чи ще живий цей самітник. Незадовго до смерті Едґар Деґа висловив бажання своєму другові Жан-Луї Форену, щоби на його могилі замість гучних промов той виголосив лише «Він дуже любив малюнок». Едґар Деґа помер від інсульту 27 вересня 1917 року і був похований на Монмартрі, в останню путь його проводжали тільки нечисленні приятелі-художники.

## Психологічний портрет
Митець не залишив по собі нащадків. Він не тільки не мав сім'ї, а й взагалі уникав стосунків з жінками. З цього приводу сучасниками робилися припущення, начебто він був імпотентом. Деякі з біографів, відкидаючи ці закиди, наголошують на жінконенависництві Деґа. Значна частина цих звинувачень базується не стільки на фактах, скільки на несприйнятті творчості: Едґара Деґа звинувачували в тому, що він малює жінок негарними і в непристойних позах («Абсент», «Дві танцівниці»). Насправді, замолоду Едґар Деґа мріяв знайти жінку «невибагливу і лагідну, яка зрозуміє безумства мого духу і з якою в праці проведу своє скромне життя». Серед найкращих учнів художника була саме жінка Мері Кассат, Деґа товаришував з актрисою Елен Андре, з вдовою Жоржа Бізе, а актрисі Саланвіль навіть присвячував сонети. Він також активно підтримував талановиту дебютантку і натурницю Сюзанну Валландон, недоброзиливці навіть приписували йому батьківство незаконнородженого сина Сюзанни — майбутнього художника Моріса Утрілло. Вінсент ван Гог в листі до Еміля Бернара писав: 
|  | Він [Деґа] спостерігає як скоти, сильніші від нього, збуджуються й крутять любов, і відповідно розмальовує їх якраз тому, що не відчуває особливого бажання збуджуватись. |

Крім того, більшість сучасників характеризували його як мізантропа, злостивого і пихатого чоловіка, реакціонера й антисеміта. Найбільш радикальні з них навіть приписували Деґа ненависть до дітей, котів, квітів, низку фобій тощо. Дійсно, Едґар Деґа вихований дотримувався консервативних політичних поглядів, а в скандальній справі Дрейфуса став на антисемітські позиції. Однак, водночас, художник вважав, що класові привілеї і успадкування майна мають бути скасовані, відмовлявся від офіційних звань. Цей протест був однією з причин, чому він відійшов від традицій академізму й класицизму та наблизився до новаторів-імпресіоністів, з якими через певні непорозуміння також згодом розірвав стосунки. Все життя Едґар Деґа відстоював право митця зображувати реальність правдиво і через це залишився незрозумілим для публіки й колег, які звикли до певних мистецьких канонів. Ван Гог, який побіжно познайомився з Деґа в одному з мистецьких салонів, зауважив, що «Деґа прибрав вигляду нотаріуса», тобто прикрився маскою байдужості. Однак Даніель Алеві зауважує: 
|  | Це був справжній друг. Щоб потиснути руку, побути на похороні, Деґа їхав п'ятнадцять годин поїздом. Усе те було приховане маскою байдужості, удаваною суворістю. |

Ще одне звинувачення у скупості слід відкинути з огляду на те, що художник практично не мав засобів для існування, оскільки майже не продавав своїх робіт. Довгий час він жив на гроші, які йому надсилав батько, через що змушений був сильно економити. Він скептично висловлювався щодо намагань Мане отримати офіційне визнання, кепкував з суєтності Джеймса Вістлера («Дорогий мій, ви поводитесь так, наче вам бракує таланту»), був категоричним в оцінці сучасників, наприклад, на питання, як досягти успіху, відповів «За моїх часів не досягали успіху».
Едґар Деґа товаришував з художницею Мері Кассат і скульптором Бартоломе, був близький до Даніеля Алеві, Луї Бракавала, Анрі Руара. Схвально і, водночас, критично висловлювався щодо творчості Едуара Мане, Поля Сезанна.

## Творчість

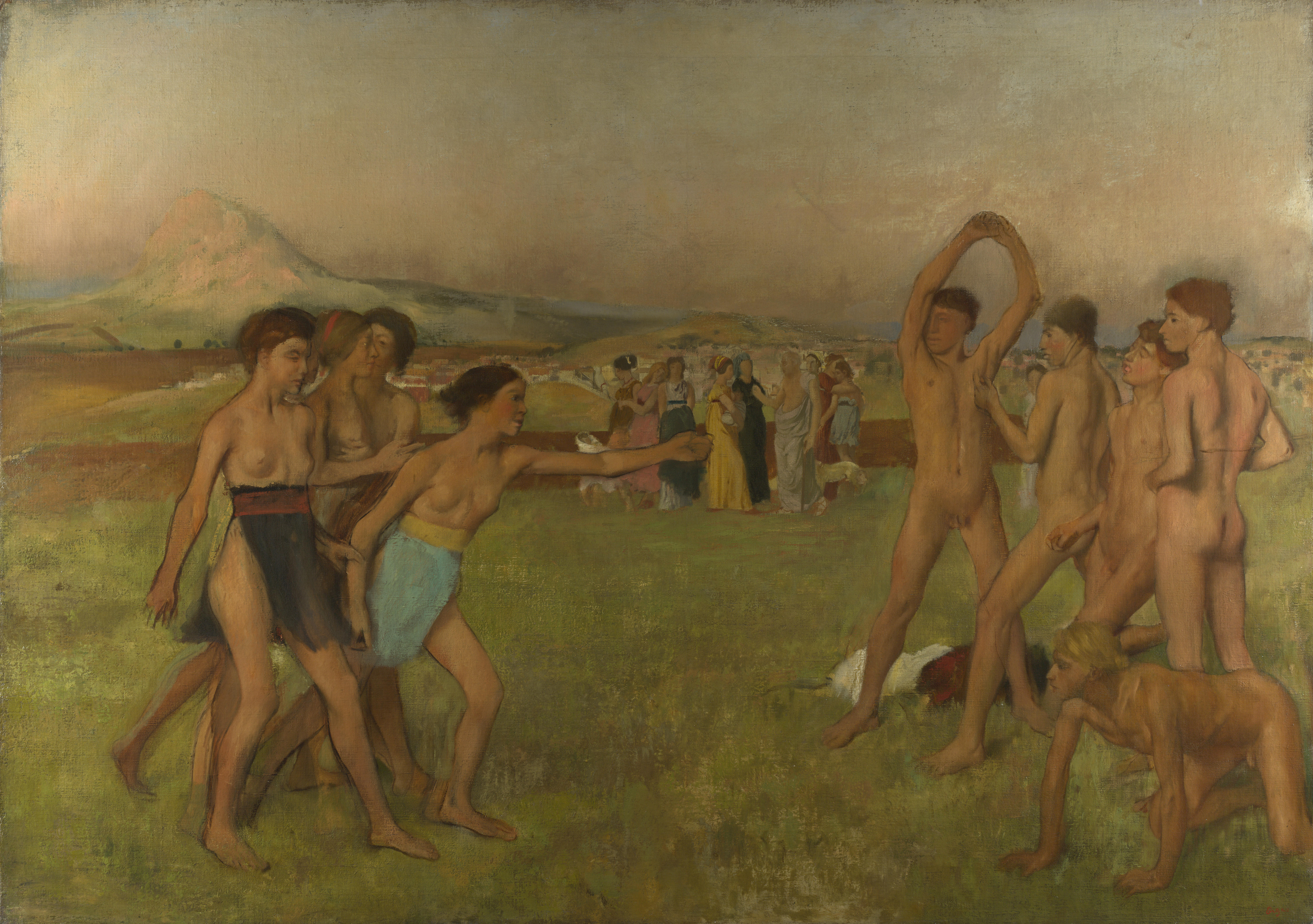
«Спартанські дівчата викликають хлопців на боротьбу» (1861).

Художніми вчителями Едґара Деґа були представники класицистичної й академічної школи — Жан-Огюст-Домінік Енгр, Іпполіт і Поль Фландрін — тому в його ранніх творах відчувається вплив цих мистецьких течій. Перші зі своїх великих полотен (1860—1865 роки) художник присвятив історичній тематиці, зосередившись на сюжетах античної й середньовічної історії («Спартанські дівчата викликають хлопців на боротьбу» («Вправи спартанців»), «Семіраміда зводить Вавилон», «Процесія на стінах міста», «Нещастя в Орлеані», «Сцена з війни в середні віки»). Найбільш визначне з ранніх полотен, «Олімпія», також створене за класичними канонами малювання оголеної натури.

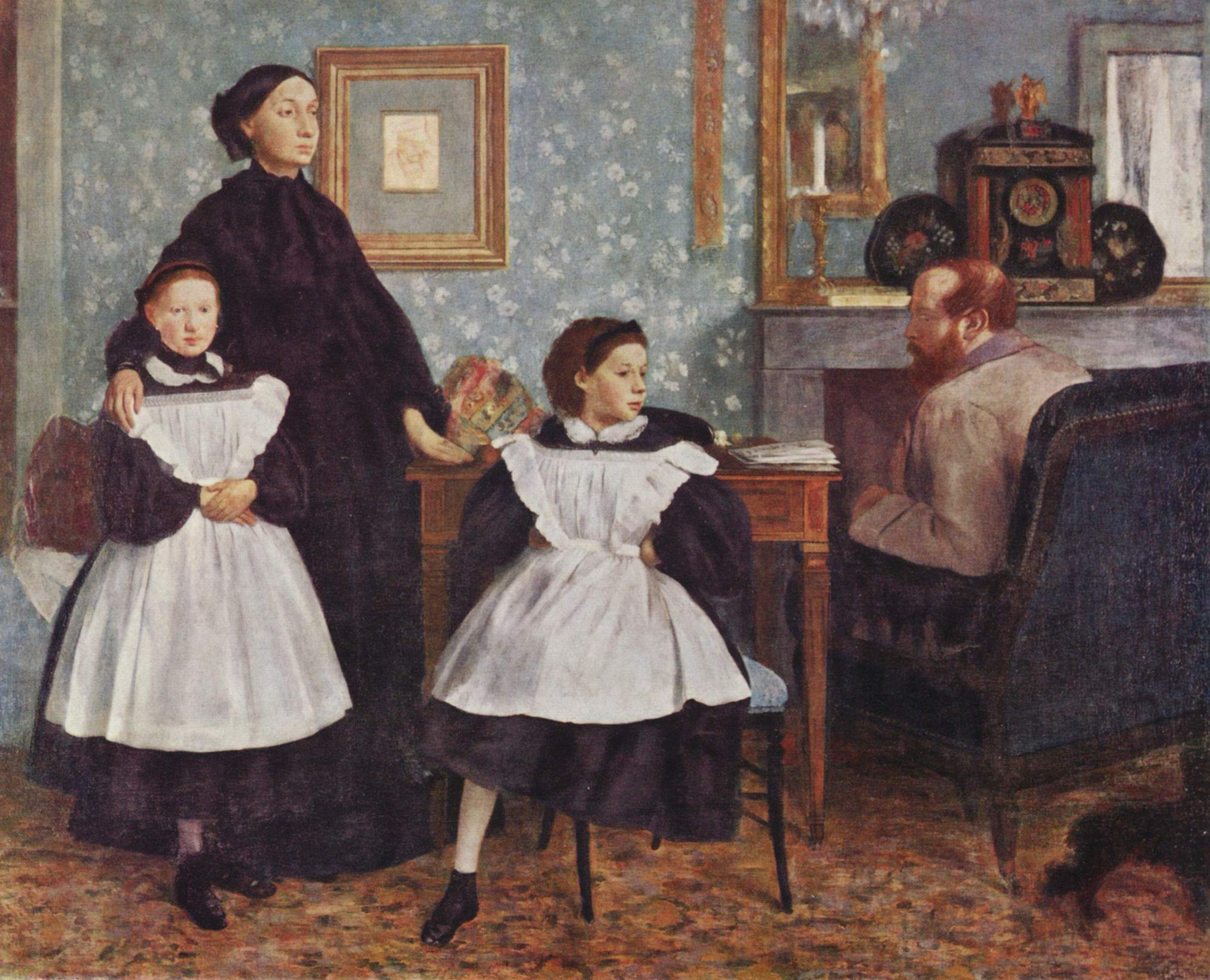
«Сімейство Белеллі» (1862, Музей д'Орсе).

Майже одночасно з історичною тематикою він починає вправлятись у створенні портретів, найраніші з яких датуються 1860—1867 роками. Слід зазначити, що одна з перших робіт з цієї серії — «Сімейство Белеллі» (1862) — отримала високу оцінку критиків і вважається чи не найкращим портретом з усіх, створених Деґа. У цій роботі відчувається новаторський дух молодого живописця: всупереч тогочасним канонам Едґар Деґа розбиває групу, а батька родини зображає в профіль. Полотна «Тереза де Ґа» (1863), «Графиня Морбілі», «Пані Гожлен», «Портрет молодої жінки» (1867) характеризують його як вправного і проникливого портретиста, їх вирізняє тонкий малюнок. Едґар Деґа не робив салонних портретів і не виконував робіт на замовлення, всіх своїх моделей він обирав з середовища близьких друзів та родичів.

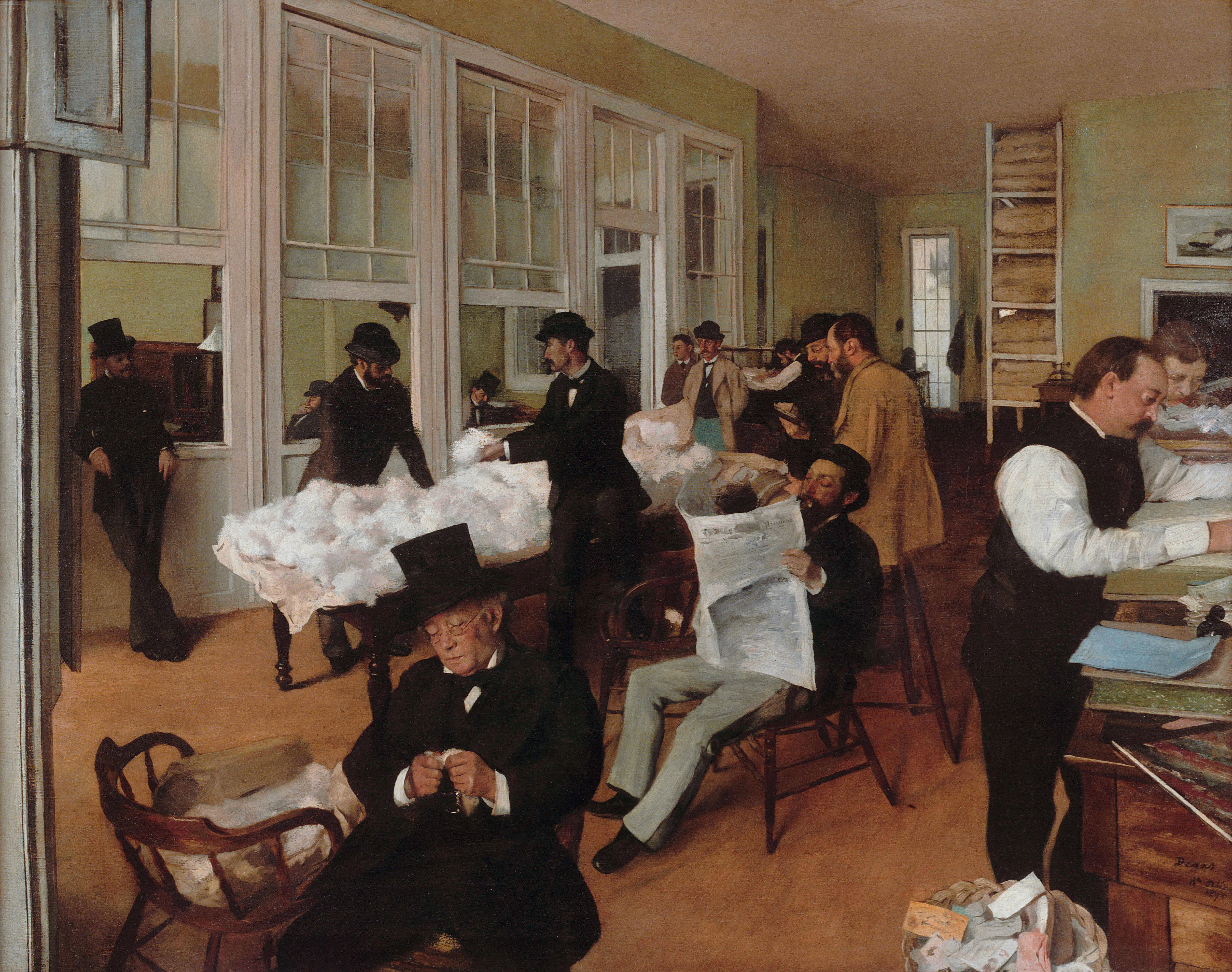
«Бавовняна біржа в Новому Орлеані» (1872, Музей міста По).

У 1872 році під час перебування в США Едґар Деґа створює ще одне визначне полотно — «Бавовняна біржа в Новому Орлеані». Моделями для цієї картини стали американські родичі художника. Картина написана у реалістичній манері, це одне з останніх полотен Деґа позбавлених впливу імпресіонізму. У 1873 році художник приєднується до Батинельської групи і запозичує у «відкинутих» новаторів імпресіоністський підхід відтворення дійсності не через буквальне копіювання натури, а через відображення певного враження, яке вона справляє. Надалі Едґар Деґа все менше працюватиме безпосередньо з натурою, заперечуючи необхідність її як такої. Натомість він вправно втілюватиме свої враження від спостережень за людьми на полотнах. На картинах Деґа стане менше чорного кольору, який імпресіоністи відкидали взагалі, натомість він проявить себе як добрий колорист.
У 1860-ті роки Едґар Деґа вперше звертається до тем, над якими працюватиме все життя — кінних перегонів і балетних танцівниць. Обом темам він присвятив десятки полотен, а картини з танцівницями взагалі становлять ледь чи не половину його творчої спадщини. Через це Едґара Деґа іноді називатимуть «живописцем танцівниць». Обидві теми приваблюють художника на стільки своїми сюжетами, скільки можливістю відтворити рух. У картинах з танцівницями Едґар Деґа часто втілює власні революційні знахідки: зображає моделей з доти незвичних ракурсів (зверху, знизу), підсвітлює тло, на якому контрастно виділяються темніші фігури людей («Оркестр Опери»).
Окрім балетних танцівниць у серії полотен Деґа зобразив і виконавиць народних танців з тодішньої Російської імперії. Попри явну приналежність зображених танцівниць до української культури та однозначні етнографічні та мистецтвознавчі докази цього, у західній культурі до 2022 року їх називали «російськими танцівницями».

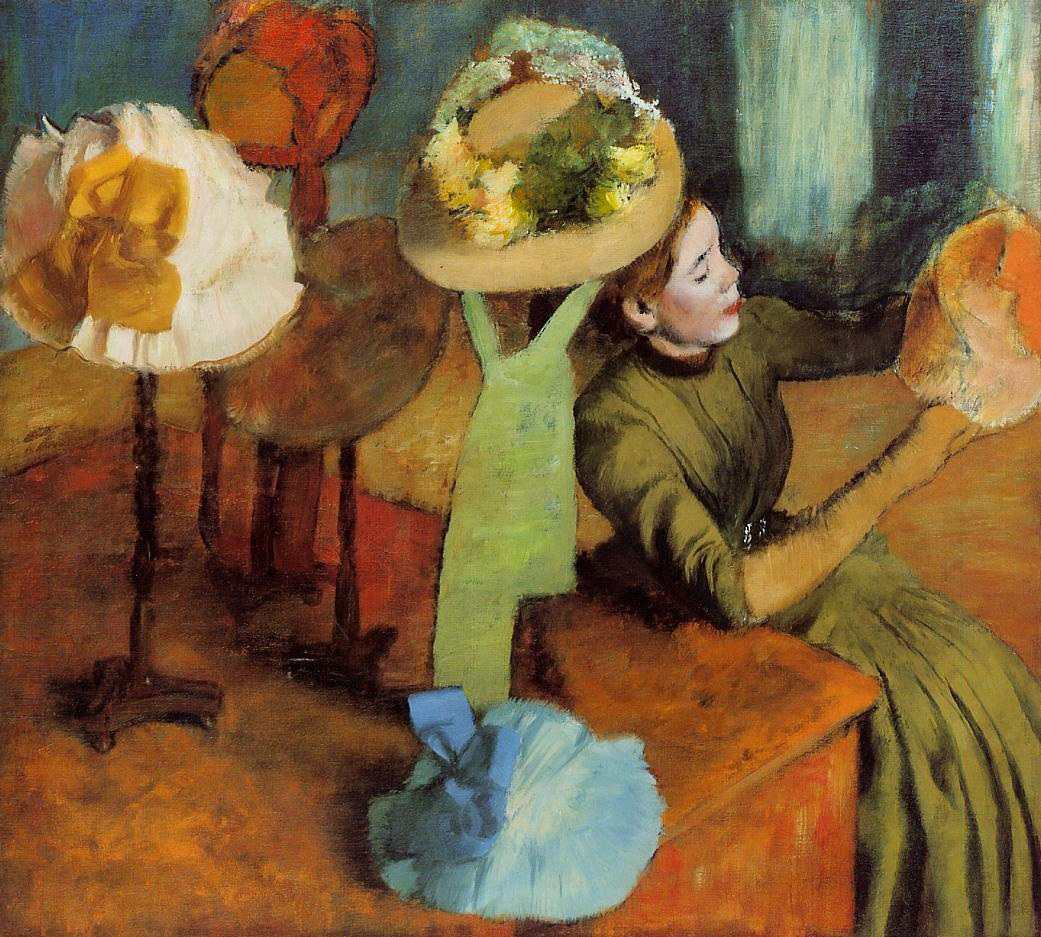
«У модистки» (1882).

У 1875—1885 роках Едґар Деґа створює серію з двадцяти полотен, присвячених побуту кав'ярень і кафешантанів. У ній він розвиває започатковану на картинах з танцівницями манеру протиставлення світла і тіні, причому світлим часто виявляється тло, а темним — передній план. Ключові фігури на цих полотнах нерідко обернені до глядача спиною, що створює враження ілюзорності зображених веселощів і нудьги відвідувачів. Найвідоміше з полотен цього циклу — «Абсент» — з вражаючою реалістичністю показує жінку, що призвичаїлась до вживання абсенту. Через цю непривабливу реалістичність художника звинувачували у намаганні відтворити непристойні життєві явища, тоді як Едґар Деґа захищав право художника малювати життя таким, яким воно є. Своєрідним продовженням «кафешантанного» циклу стала мала серія з побуту домів розпусти («В очікуванні клієнта», «Очікування», «У салоні», «Інтер'єр», «Свято хазяйки», «Дві жінки, що сидять»). Сюжет для картини «Свято хазяйки», де зображено святкування повіями дня народження сутенерки, художник запозичив у Гі де Мопассана (новела «Дім Тельє»). У 1882—1898 роках Едґар Деґа створює серію картин, присвячених побутові модисток. Натурницею для найвідомішого полотна цього циклу «У модистки» (1882) стала його улюблена учениця Мері Кассат.
У творчості художника слід виділити ще два цикли картин, які не приурочені до певного періоду — це оголені натури і сцени з життя простих робітниць. Картини з оголеними тілами, на яких Едґар Деґа зображав здебільшого жінок, зайнятих своїм туалетом, часто викликали відразу в глядачів і зазнали нищівної оцінки критики. Саме в них мистецтвознавці часто вбачали приписуване художнику жінконенависництво через те, що він не став романтизувати жіночі образи і замість того, щоби зображати жінок у ролі матерів чи куртизанок, показав їх у найбуденнішій обстановці, ще й в неоковирних позах. При створенні цих полотен і малюнків Деґа інколи користувався новим для того часу методом змальовування з фотографій. Чисельні картини з життя праль і прасувальниць часто подають як тимчасове захоплення художника побутом нижчих верств, хоча на них він зобразив важку працю біднячок, чим висловив співчуття простим жінкам, чия важка робота часто недооцінена суспільством.

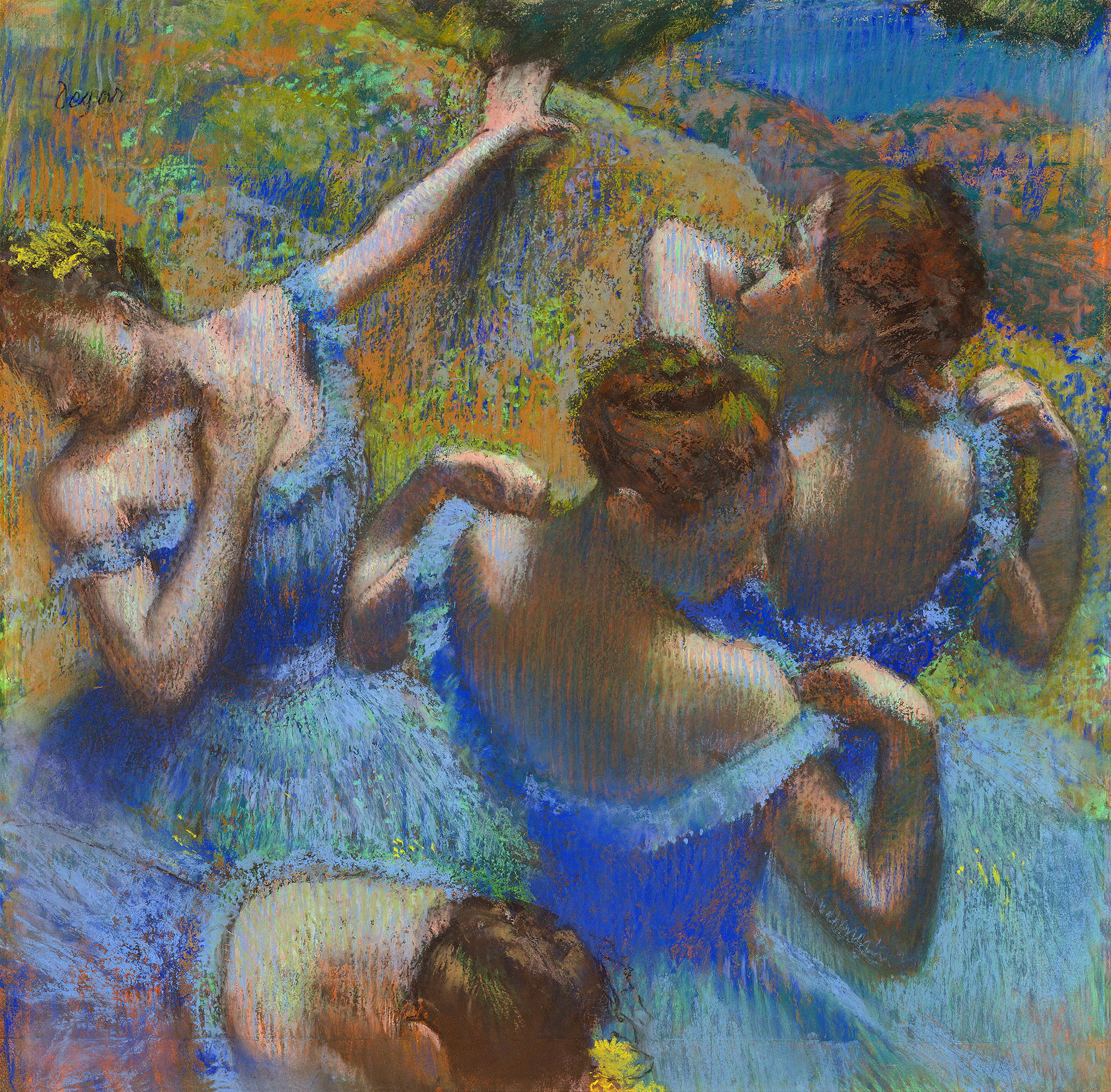
«Блакитні танцівниці» (1897, Пушкінський музей) — одне з останніх полотен, на якому вповні проявляється яскрава колористика пізнього Деґа.

Наприкінці життя Едґар Деґа став малювати пейзажі, хоча і заперечував необхідність роботи з натурою. Ці роботи виконані переважно пастеллю, в них переважають мотиви спокійної, навіть дещо бідної природи, домінують тьмяні кольори. Ця частина його творчості залишається малознаною. В останні роки творчої активності Едґар Деґа зосередився переважно на портретах і крупнопланових зображеннях, що пояснюють поступовою втратою зору. З цієї ж причини на його полотнах стає більше яскравих фарб. У «сліпий» період свого життя художник працював виключно зі скульптурою.
За своє життя Едґар Деґа написав понад дві тисячі картин олійними фарбами і пастеллю, створив сотні малюнків, крім того працював зі скульптурою, офортами, літографіями. Твори Деґа відзначаються гостро виразним малюнком, майстерною композицією, вишукано витриманим колоритом.

## Критика
За життя Едґар Деґа, як і решта імпресіоністів, зазнав нищівної критики за нехтування канонами класичного мистецтва, які на той час вважалися непорушними. Митця не врятувала навіть поміркована позиція щодо засад імпресіонізму, який він сприймав зовсім не беззастережно. Альберт Вольф у 1876 році в газеті «Le Figaro» писав: 
|  | Спробуйте-но напоумити пана Деґа, скажіть йому, що в мистецтві існують певні якості, котрі називаються рисунком, кольором, реалізацією, прагненням — він розсміється вам в обличчя й оголосить вас реакціонером. |

 Мистецький критик Гюстав Кокіо зазначав, що «всі його танцівниці — це те, що міг би відтворити добрий фотограф, не більше», а Альберт Вольф додавав що «Деґа ніколи не вмів намалювати жодного коня чи жокея». На думку Клода Роже-Маркса художник «зображає жіночу грубість». Жан-Жак Левек, стверджував що на полотнах з повіями «можна побачити огиду жінконенависника, який мандрує по пеклу секса». Його підтримував Жан Касу, відгукуючись про серію з оголеними жінками наступним чином: «Тут розкривається абсолютне жінконенависництво невдоволеного холостяка».

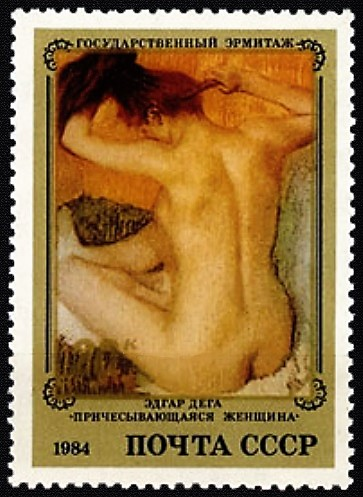
Поштова марка СРСР, на якій зображено картину Деґа «Жінка за туалетом».

На цьому тлі схвальні думки губилися, тому Едґар Деґа замкнувся у власному домі й перестав спілкуватися не тільки зі світом, а й з більшістю колег. Тим не менш ряд митців високо оцінили творчість митця-новатора. Ще у 1874 році Едмон де Гонкур написав у щоденнику про Деґа: «Це людина, яка, за моїм переконанням, чудово схоплює дух життя, відображаючи сучасність». Едмон Дюранті на другій виставці імпресіоністів оголошує Едґара Деґа головною фігурою руху, а його твори — зразком реалізму. На його думку, Едґар — «людина з рідкісним талантом і рідкісною душею», «художник винятково інтелігентний, сповнений ідей, що здається дивним більшості його побратимів». Філософ Анрі Бергсон сказав, що Деґа — «справжній реаліст на відміну від багатьох інших, котрі привласнюють собі цей титул, але не відчувають реальних речей». Уславлений художник Каміль Піссаро у листі до сина писав, що Деґа «безперечно, найбільший художник нашої епохи». Втім, визнання прийшло до Едґара Деґа лише наприкінці життя, коли він уже нічого не бачив, жив самотньо і не здатен був оцінити шанування своїх прихильників. Сам художник скептично відгукувався про свою творчість — «ціле життя проведено у дослідах».
Хоча Деґа не мав офіційних учнів, він значно вплинув на кількох важливих художників, зокрема на Жана-Луї Форена, Мері Кассат і Волтера Сікерта; його найбільшим шанувальником, можливо, був Анрі де Тулуз-Лотрек.

## Галерея
Світлові ефекти на картинах Едґара Деґа
Новаторські прийоми на полотнах Едґара Деґа
Портрети
Картини з танцівницями
Полотна з кінними перегонами
Полотна з оголеною натурою
Жанрові і пейзажні картини
Малюнки і скульптури Едґара Деґа

## Вшанування пам'яті
- у Львові одна із будівельних корпорацій на честь митця назвала житловий комплекс на вул. Олени Степанівни.
- У 1971 році на честь Едґара Деґа названо астероїд головного поясу 6673 Деґа.
- У 1984 році поштою СРСР випущено серію марок, присвячених французькому живопису, на одній з них зображено експонат Ермітажу — картину Деґа «Жінка за туалетом».